# Pomnik Lidice
Pomnik Lidice (cz. Památník Lidice) – kompleks pomnikowy znajdujący się niedaleko wsi Lidice w Czechach, upamiętniający ofiary masakry wsi, dokonanej 10 czerwca 1942 roku przez członków służb mundurowych nazistowskich Niemiec jako część odwetu za zamach na Reinharda Heydricha. Stanowi połączenie zbiorowego grobu zamordowanych podczas masakry mężczyzn z Lidic, pomnika i muzeum. Jest narodowym zabytkiem kultury Republiki Czeskiej.

## Tło
W okresie II wojny światowej, 10 czerwca 1942 roku, członkowie służb mundurowych nazistowskich Niemiec: SS, Gestapo i OrPo, dokonali masakry ówcześnie położonej w Protektoracie Czech i Moraw wsi Lidice, co stanowiło część odwetu za przeprowadzoną 27 maja 1942 roku przez dwóch wyszkolonych w Wielkiej Brytanii bojowników operację „Anthropoid”, w wyniku której śmierć poniósł protektor Czech i Moraw Reinhard Heydrich. W trakcie masakry Niemcy rozstrzelali wszystkich lidickich mężczyzn powyżej 16. roku życia, zaś mieszkające we wsi kobiety i dzieci zostały wywiezione z Lidic, a następnie w większości wysłane do obozów koncentracyjnych, gdzie wiele z nich zmarło. W sumę masakrę w Lidicach przypłaciło życiem 340 z 503 ich mieszkańców. Po usunięciu mieszkańców wsi wszystkie jej zabudowania zostały po kolei wyburzone, a następnie teren po miejscowości wyrównano za pomocą buldożerów i obsiano roślinami. Po zakończeniu II wojny światowej, w 1947 roku rozpoczęto odbudowę Lidic w odległości 300 m od miejsca, w którym pierwotnie się znajdowały. Pierwotną lokalizację wsi postanowiono przeznaczyć na urządzenie kompleksu łączącego zbiorowy grób lidickich mężczyzn, pomnik i muzeum.

## Realizacja

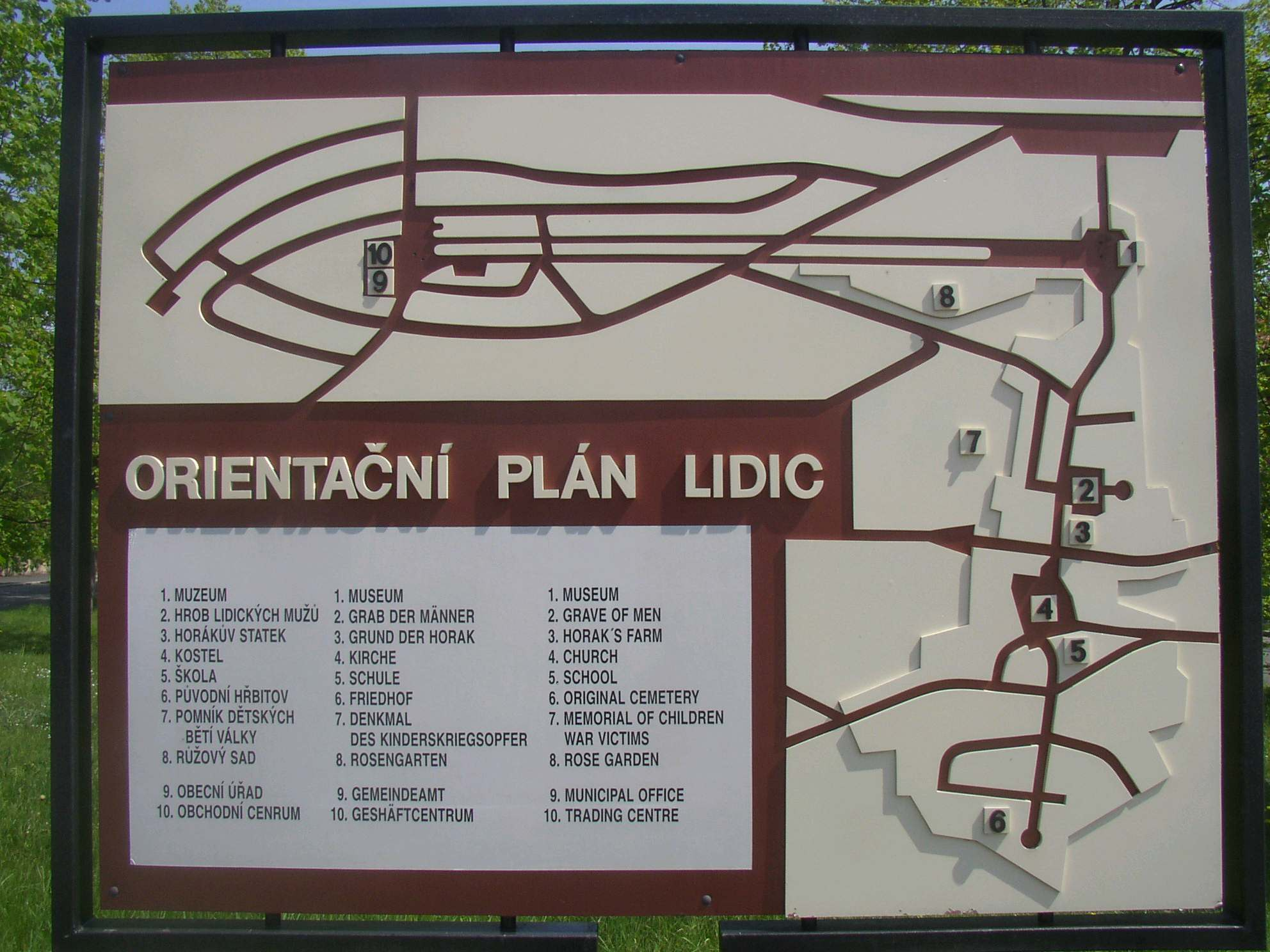
Plan współczesnych Lidic pokazujący też położenie Pomnika Lidice na pierwotnym obszarze wsi

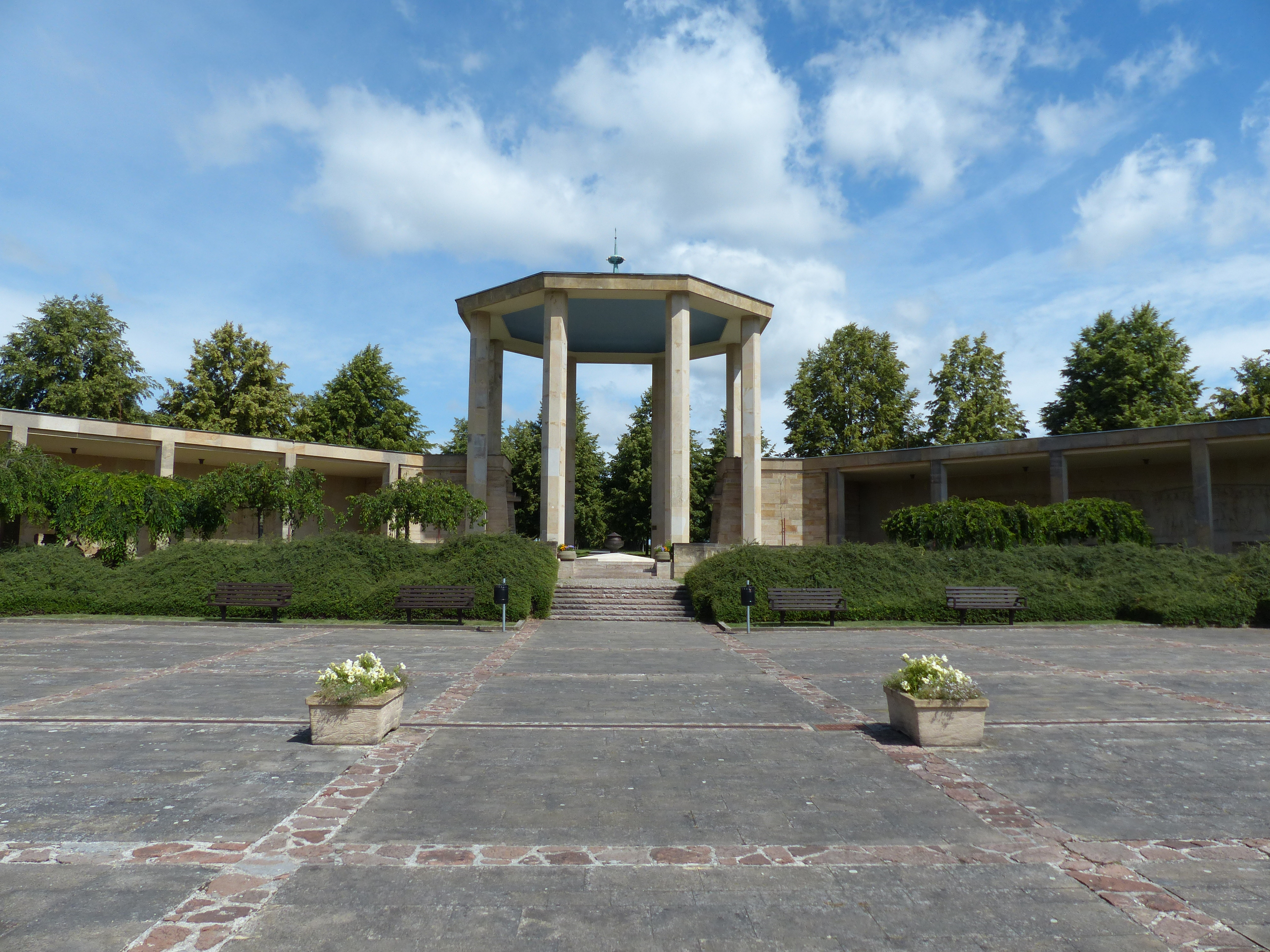
Główny pomnik upamiętniający masakrę w Lidicach

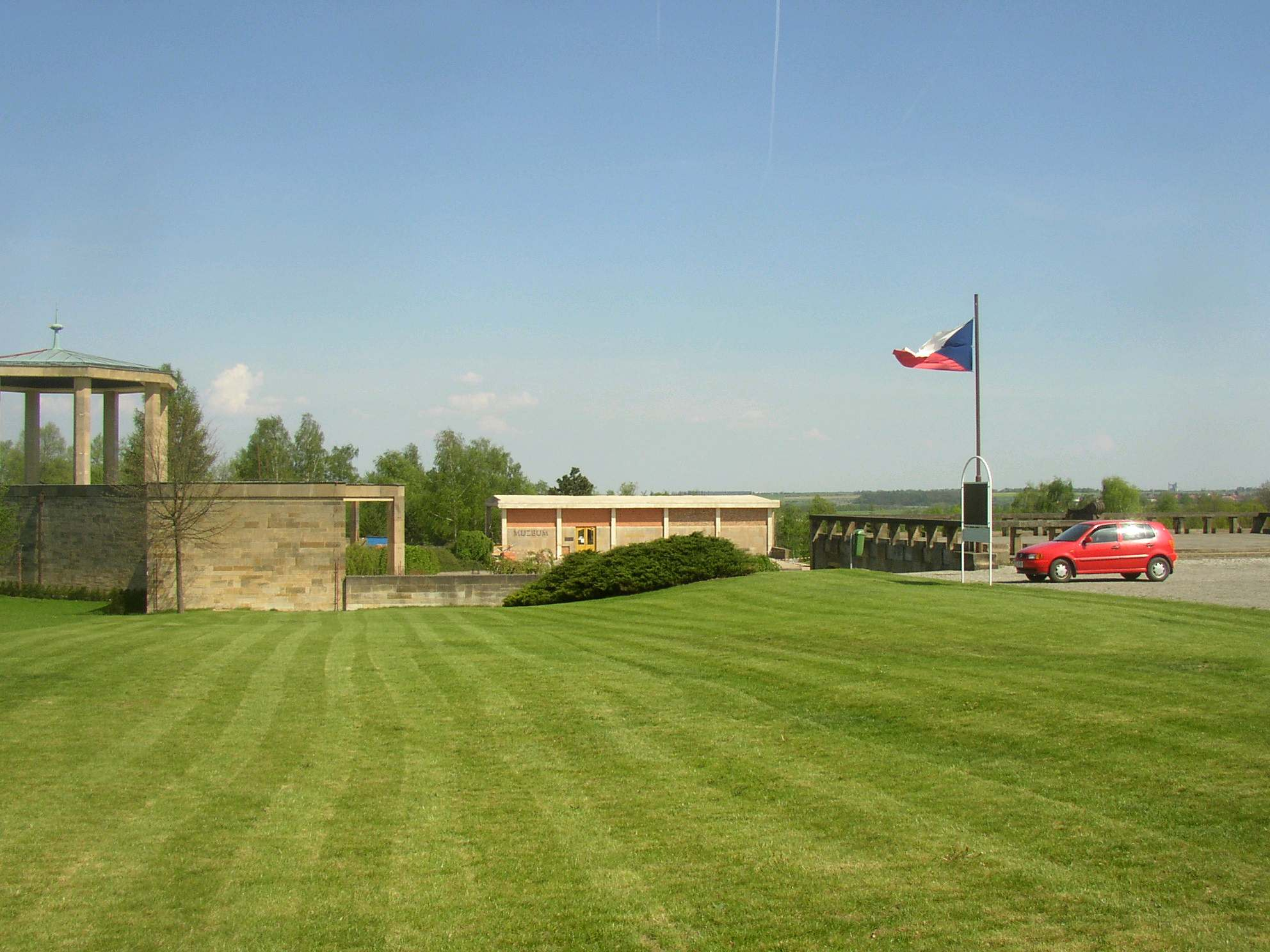
Muzeum obok kolumnady pomnika

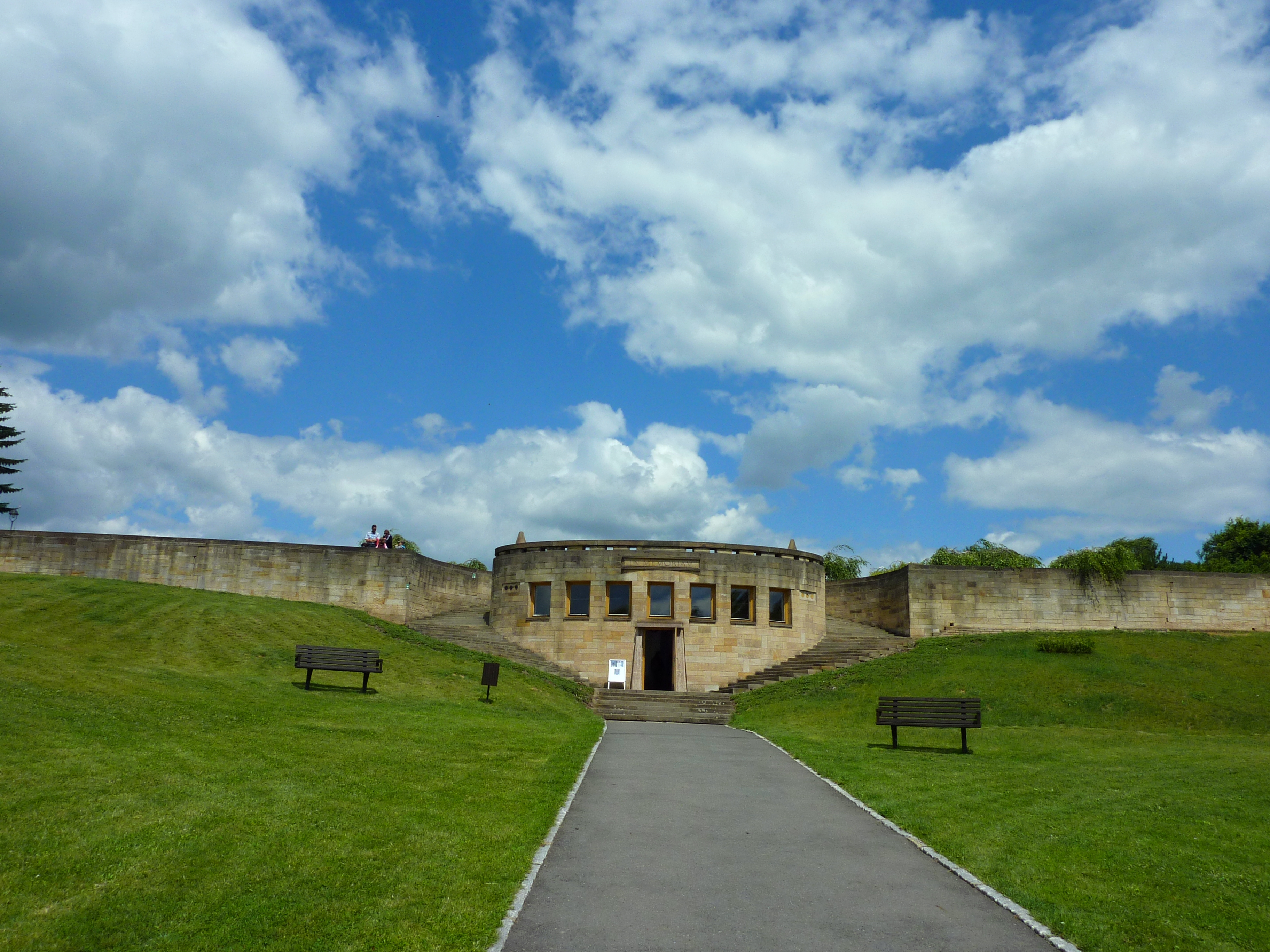
Hala In Memoriam

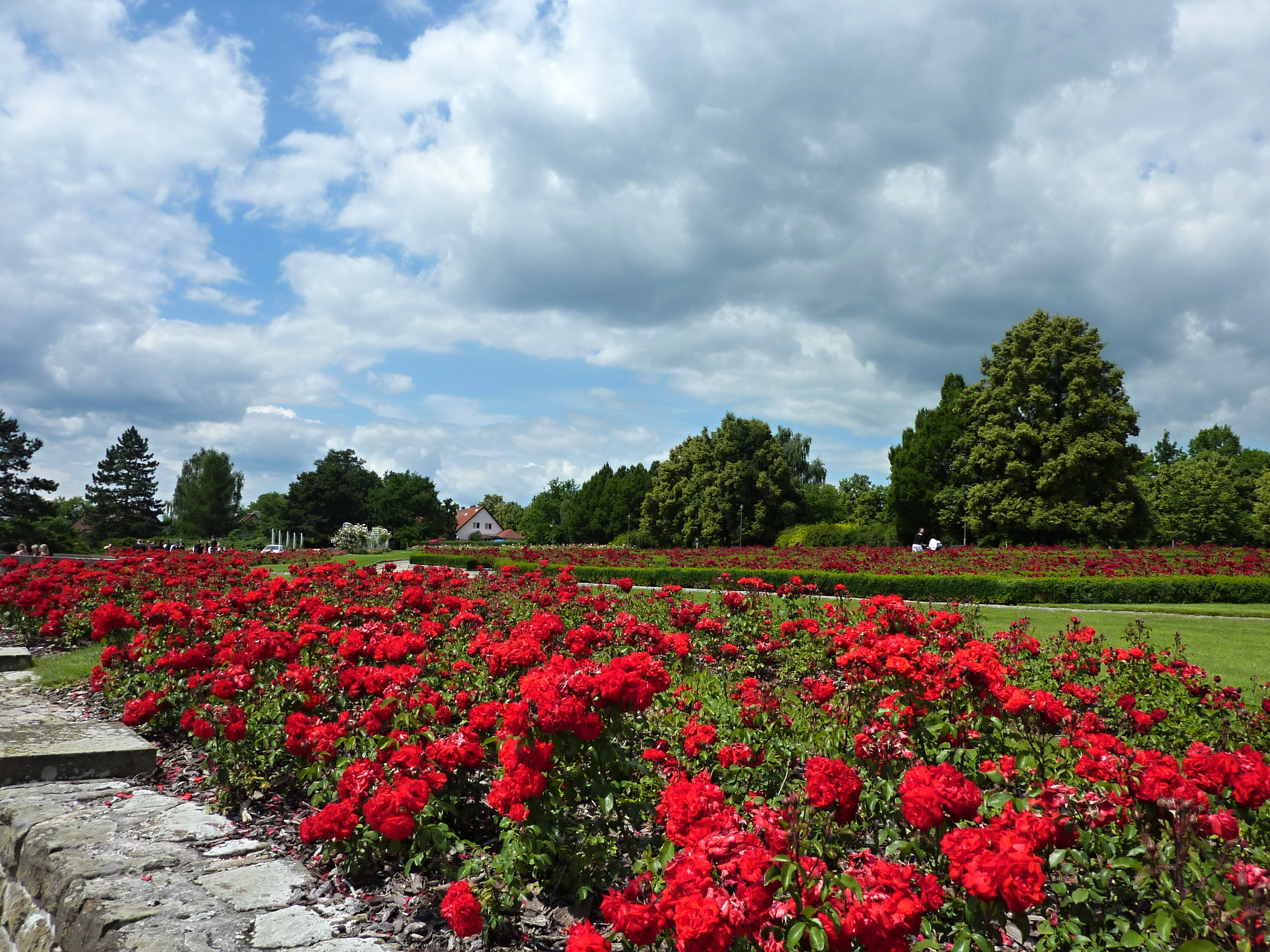
Sad Różany

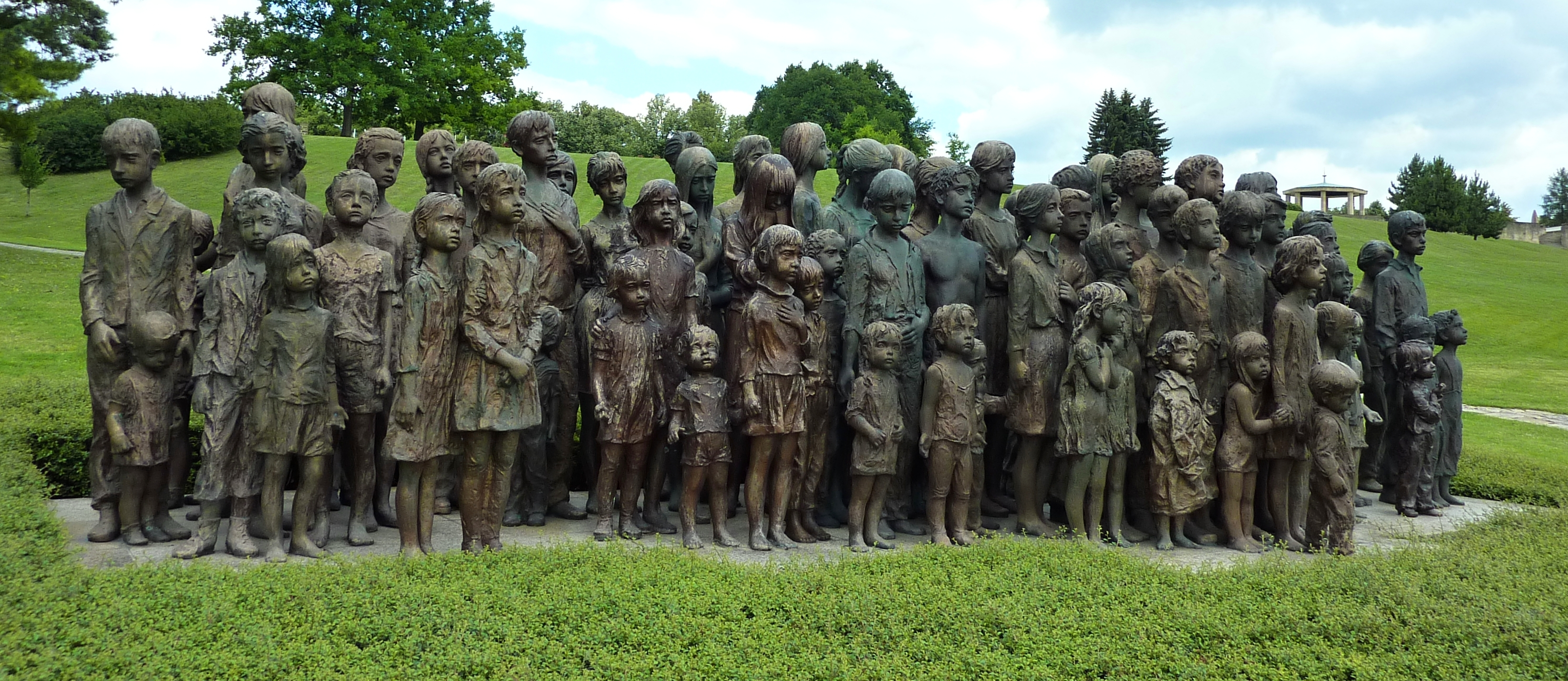
Pomnik dziecięcych ofiar wojny

Pierwszą formą upamiętnienia lidickiej masakry na terenie po wsi był pomnik postawiony 3 lipca 1945 roku przez oddział Armii Czerwonej pod dowództwem pułkownika Pankowa. Na początku lat 50. XX wieku otwarto tam natomiast pierwsze muzeum tragedii w Lidicach. W 1962 roku, z okazji 20. rocznicy masakry wsi zainaugurowano działalność nowego muzeum, zbudowanego według projektu architekta Františka Marka, a ponadto oddano do użytku główny pomnik upamiętniający tragedię. Muzeum jest położone w sąsiedztwie wschodniej części kolumnady pomnika, około 100 m od drogi łączącej Pragę z Kladnem. Obok budynku muzeum znajdują się dwie hale: In Memoriam, zabudowana jako przestrzeń pod tarasem dwuskrzydłowych schodów, zwykle wykorzystywana do organizowania wystaw tematycznych, np. o miastach i wsiach, które ucierpiały podobnie jak Lidice oraz Pod Tribunou, mieszcząca się pod dawną trybuną do przemówień, poświęcona głównie wystawom o charakterze historycznym.
19 czerwca 1955 roku na dawnym obszarze Lidic otwarto Różany Sad Przyjaźni i Pokoju (cz. Růžový sad přátelství a míru). Ogród ten powstał z inicjatywy autora zapoczątkowanej we wrześniu 1942 roku kampanii na rzecz sfinansowania odbudowy Lidic Lidice Shall Live (pol. „Lidice będą żyć”) brytyjskiego posła Barnetta Strossa, dzięki darowiźnie 29 tysięcy krzewów różanych pochodzących z 32 krajów na świecie. Ma on 3,5 ha powierzchni i leży na wysokości 340 m n.p.m., między pierwotną lokalizacją Lidic, a odbudowaną wsią. Jest symbolem przejścia Lidic od tragicznej przeszłości do bardziej przyjaznej teraźniejszości. Został zaprojektowany przez Františka Marka, który przy realizacji projektu współpracował z ekspertami-doradcami Bohumila Kavki i z zespołem innych specjalistów. Marek zorganizował grupy roślin głównie pośrodku ogrodu, tak aby najbardziej imponujące skupione były w centrum i na południowym zboczu. Róże posadzono według określonego wzorca, biorąc pod uwagę ich kolory, kształt, wzrost, czas kwitnienia, kontrasty z tłem itp. Przeważnie sadzone były w grupach na podniesionych grządkach o różnych kształtach i rozmiarach. Niektóre zostały umieszczone jako solitery lub w mniejszych grupach na dywanie z zielonej trawy. W 2015 roku Sad Różany otrzymał dwie główne nagrody. W ramach 25. edycji corocznego festiwalu Pelhřimov – Miasto Rekordów otrzymał tytuł „Rekord Roku” za największą liczbę krzewów różanych w jednym ogrodzie. Światowa Federacja Towarzystw Różanych (ang. World Federation of Rose Societies) przyznała mu z kolei nagrodę Award of Garden Excellence, co uczyniło go jednym z najważniejszych ogrodów różanych na świecie. Obecnie w ogrodzie znajduje 24 tysiące krzewów z 240 gatunków i odmian róż, które są regularnie uzupełniane i odnawiane.
Los Lidic zainspirował także wielu artystów, dzięki czemu w dawnej lokalizacji wsi znajdują się liczne dzieła rzeźbiarskie. Najważniejszym z nich jest Pomnik dziecięcych ofiar wojny (cz. Pomník dětských obětí války), upamiętniający 82 lidickich dzieci, które zginęły w mobilnych komorach gazowych obozu zagłady w Chełmnie nad Nerem i jednocześnie poświęcony także wszystkim dzieciom-ofiarom II wojny światowej. Ma on postać grupy 82 odlanych z brązu posągów dzieci, 42 dziewczynek i 40 chłopców, o ponadnaturalnym wzroście. Jest dziełem rzeźbiarki Marie Uchytilovej. Uchytilová, głęboko poruszona tragedią Lidic, w 1969 roku postanowiła stworzyć pomnik, lecz dopiero w marcu 1989 roku zakończyła wykonywanie gipsowych form posągów. W międzyczasie pracownię, w której tworzony był pomnik odwiedziły dziesiątki tysięcy ludzi z całego świata, którzy zaczęli spontanicznie zbierać pieniądze na realizację monumentu. Autorka jednak nigdy nie zobaczyła żadnych pieniędzy z zebranych dotacji, dlatego pierwsze trzy posągi odlała za własne oszczędności. Nie doczekała ukończenia pomnika – w listopadzie 1989 roku niespodziewanie zmarła. Po jej śmierci pracę nad monumentem kontynuował jej mąż Jiří Václav Hampl. Wiosną 1995 roku zbudowano betonową podstawę obłożoną marmurowymi blokami, a następnie ustawiono na niej pierwsze 30 posągów. Od lata 1996 roku montowano kolejne posągi, z różnymi odstępami czasu pomiędzy każdym montażem. Ostatnie siedem postawiono w 2000 roku. W listopadzie 2010 roku skradziono posąg dziewczynki, który znajdował się na pierwszym planie. Ze względu na znaczne zainteresowanie publiczne otwarto konto na rzecz zbiórki środków na przywrócenie posągu. Dzięki temu można było wykonać kopię i zamontować ją w pierwotnym miejscu. Na terenie do obrzędów religijnych znajdują się stworzone przez Bedřicha Stefana dwa pomniki: okrytej żałobą kobiety stojącej przy grobie mężczyzny z Lidic oraz matki z dzieckiem, który stoi w obrębie fundamentów dawnej szkoły. Nieco dalej, w obrębie fundamentów dawnego kościoła, znajduje się posąg kobiety zasłaniającej twarz przed płomieniami z płonącej wsi, której autorem jest Karel Lidický. W ogrodzie różanym mieści się z kolei rzeźba chłopca i dziewczynki o nazwie Mír (pol. „Pokój”), stworzona przez Karela Hladíka, oraz, od 2015 roku, kamień pamiątkowy, poświęcony Josefowi Horákowi i Josefowi Stříbrnemu, mieszkającym w Lidicach pilotom RAF, którzy w momencie przeprowadzenia masakry przebywali w Wielkiej Brytanii, dzięki czemu przeżyli.
W 1967 roku, w 25. rocznicę masakry w Lidicach, Barnett Stross zaprosił artystów z całego świata, aby przyczynili się do stworzenia Kolekcji Lidic. W kolekcji tej znajdują się dzieła sztuki nowoczesnej XX i XXI wieku autorstwa m.in. Gerharda Richtera, Josepha Beuysa, Adolfa Hoffmeistera i Mariana Bogusza. Kolekcja składa się wyłącznie z dzieł podarowanych i uchodzi za bardzo cenną artystycznie, gdyż wiele ze współtworzących ją dzieł autorów zagranicznych to ich pierwsze prace, powstałe wtedy, kiedy nie byli jeszcze sławni.
Współczesna część historii Pomnika Lidic rozpoczęła się w 2001 roku, kiedy to Ministerstwo Kultury Czech powołało do życia organizację pożytku publicznego Památník Lidice. Jej celem było odnowienie opieki nad historycznymi budynkami i całym obszarem Narodowego Dziedzictwa Kulturowego zaniedbanym w okresie postkomunistycznym. W związku z tym w 2003 roku poddano renowacji Sad Różany, a także zrekonstruowano Galerię Lidic, po czym przeniesiono do niej kolekcję dzieł sztuki poświęconych Lidicom. W czerwcu 2003 roku do Pomnika Lidic ponownie wróciła Międzynarodowa Wystawa Plastyki Dziecięcej Lidice (cz. Mezinárodní dětská výtvarná výstava Lidice). W 2004 roku otwarto ogród przy Galerii oraz Aleję Sir Barnetta Strossa. Dwa lata później w muzeum na terenie Pomnika Lidic zainaugurowana została nowoczesna wystawa o tragedii wsi. W 2008 roku w odnowionych pomieszczeniach muzeum otwarto centrum edukacyjne dla młodzieży i pracownię naukową. Obecnie zakupiony został oryginalny dom rodzinny obok Galerii w celu urządzenia nowej wystawy na temat odbudowy Lidic.